# Zhoř, Jihlava
Zhoř là một làng thuộc huyện Jihlava, vùng Vysočina, Cộng hòa Séc.